# Euranet
«Euranet» — проект, котрий зосереджує 26 європейських радіостанцій і щоденно працює для понад 15 мільйонів слухачів .

## Історія
Починаючи з квітня 2008 року, слухачі можуть слухати передачі, тематично пов’язані з Європейським Союзом. Як зазначає Петра Конен з Deutsche Welle: 
“В рамках проекту Euranet різні радіопередачі показують різні погляди на одну подію, на одну справу. А це сприяє тому, що ми, європейці у спільній Європі, краще одне одного пізнаємо. Ми знаємо, що відбувається у Німеччині, як виглядають справи Франції, наприклад, в галузі охорони здоров’я. Завдяки Euranet дізнаємося, як живеться на півночі, а як на півдні Європи. Згодом можемо використати ці знання.” 

## Місія
Місією Euranet є поліпшення якості звітності Європейських інституцій за допомогою радіо. Також першочерговим завданням стоїть стимулювання дискусії про близькість країн Європи для чого було створено концепцію “Європа зсередини”. Для досягнення цієї мети, Euranet спирається на два основних параметри:
- По-перше, мережа з 26 професійних радіостанцій і 10 університетських радіостанцій досягнувши в кінці 2011 року щоденний аудиторію понад 15 мільйонів слухачів. Основна мета цієї професійної радіомережі є підвищення взаєморозуміння в різних європейських культурах і краще знання інститутів ЄС: "Knowing U and the EU".
- По-друге, Euranet University Circle, група партнерів університетських радіо, які побудовані на базі кількох популярних освітніх закладів Європи. Основна мета цієї групи є залучення молодого покоління майбутніх європейських акторів і громадян, до будівництва нового Європейського Союзу. Це має сприяти більшому спілкуванню між молоддю і чиновниками високого рангу ЄС: "Connecting U and the EU".